# فيساي فافوفانين
فيساي فافوفانين (مواليد 12 يونيو 1985) هو لاعب كرة قدم لاوسي يلعب لصالح نادي فيينتيان كمهاجم. انضم إلى منتخب لاوس في 2002 وشارك معه في كأس آسيان لكرة القدم 2010 وتصفيات كأس العالم 2014.

## وصلات خارجية
- فيساي فافوفانين على موقع الاتحاد الدولي (مؤرشف)  (الإنجليزية)
- فيساي فافوفانين على موقع قاعدة بيانات كرة القدم.إي يو (الإنجليزية)
- فيساي فافوفانين على موقع ناشيونال فوتبول تيمز (الإنجليزية)
- فيساي فافوفانين على موقع Soccerway.com (الإنجليزية)
- فيساي فافوفانين على موقع عالم كرة القدم.نت (الإنجليزية)
- فيساي فافوفانين على موقع كووورة
- FIFA.com احصائيات
- Goal.com صفحة اللاعب